# Arnoglossus arabicus
Arnoglossus arabicus är en fiskart som beskrevs av Norman, 1939. Arnoglossus arabicus ingår i släktet Arnoglossus och familjen tungevarsfiskar. Inga underarter finns listade i Catalogue of Life.
Arnoglossus arabicus blir upp till 10,5 cm lång. Arten har 96 till 102 mjukstrålar i ryggfenan och 75 till 78 mjukstrålar i analfenan.
Denna fisk förekommer vid kusten av Oman. Den finns vanligen 80 till 300 meter under havsytan. Exemplaren hittas på mjuk havsbotten.
Inget är känt angående populationens storlek och möjliga hot. IUCN listar arten med kunskapsbrist (DD).